# Luciano Bellosi

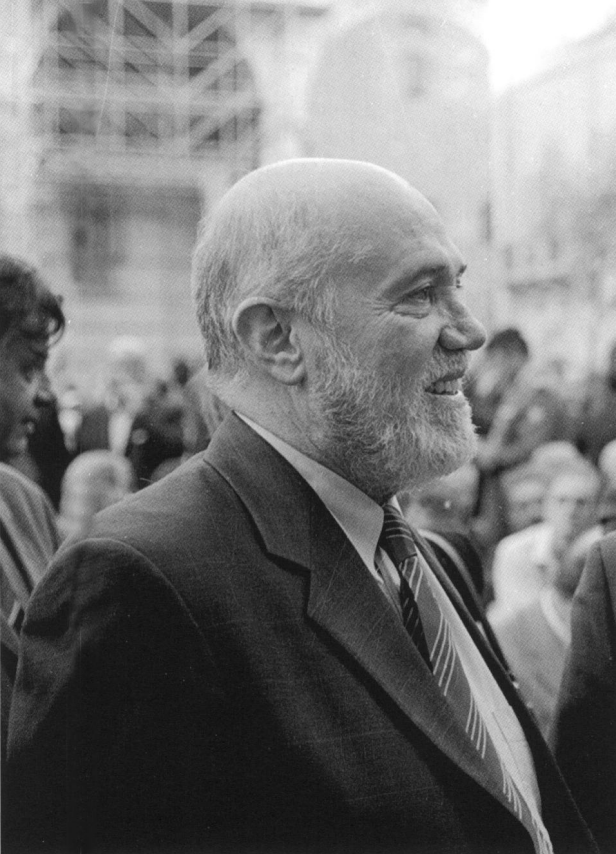
Ritratto di Luciano Bellosi a Siena

Luciano Bellosi (Scandicci, 7 luglio 1936 – Firenze, 26 aprile 2011) è stato uno storico dell'arte italiano.

## Biografia
Si è laureato con Roberto Longhi all'Università di Firenze nel 1963 con una tesi su Lorenzo Monaco. Ha lavorato presso la Soprintendenza alle Gallerie di Firenze dal 1969 al 1979, per poi passare all'insegnamento di Storia dell'arte medievale all'Università di Siena, fino al precoce pensionamento, nel 2002.
Nel saggio su Buffalmacco, studio pionieristico che ricostruì l'opera di Buonamico di Buffalmacco, il celebre pittore burlone del Decameron, Bellosi ha dato un importante contributo metodologico introducendo considerazioni di storia della moda utili per una nuova datazione di parte della pittura del Trecento italiano.
Ha pubblicato su varie riviste (“Paragone”, “Prospettiva”, “Bollettino d’Arte”, “The Burlington Magazine”, “Revue de l’Art”) molti scritti di storia dell'arte del Due, Tre e Quattrocento, prevalentemente relativi alla Toscana, anche se un contributo di particolare impegno è dedicato all'arte tardogotica francese (I Limbourg precursori di Van Eyck? Nuove osservazioni sui „Mesi“ di Chantilly, in “Prospettiva”, n° 1, 1975, pp. 24–34). In anni più recenti ha dedicato un importante saggio al giovane Bellini (Giovanni Bellini e Andrea Mantegna, in Mantegna (1431-1506), cat. della mostra a cura di G. Agosti e D. Thiébaut, Milano, Officina Libraria 2008, pp. 103–109 e schede successive).

## Opere principali
- Buffalmacco e il Trionfo della Morte, Einaudi, Torino 1974; Premio Viareggio Opera Prima di Saggistica[2], nuova edizione 5 Continents, Milano 2003
- catalogo del Museo dello Spedale degli Innocenti a Firenze, Milano 1977
- La pecora di Giotto, Einaudi, Torino 1985
- Cimabue, Federico Motta, Milano 1998
- Come un prato fiorito. Studi sull'arte tardogotica, Jaca Book, Milano 2000
- "I vivi parean vivi": scritti di storia dell'arte italiana del Duecento e del Trecento, Centro Di, Firenze 2006

## Mostre e convegni
Ha curato l'allestimento e il catalogo delle seguenti mostre:
- Arte in Valdichiana dal XIII al XVIII secolo, Cortona 1970
- Lorenzo Ghiberti: Materia e ragionamenti, Firenze 1978
- Pittura di luce. Giovanni di Francesco e l'arte fiorentina di metà Quattrocento, Firenze 1990
- Una scuola per Piero. Luce, colore e prospettiva nella formazione fiorentina di Piero della Francesca, Firenze 1992
- Francesco di Giorgio e il Rinascimento a Siena, Siena 1993
- Masaccio e le origini del Rinascimento, San Giovanni Valdarno 2003
- Duccio. Alle origini della pittura senese, Siena 2003

Ha partecipato a diversi convegni internazionali di storia dell'arte e ha curato l'organizzazione e la stampa degli Atti del Convegno internazionale di studio su Simone Martini tenutosi a Siena nel 1985.

## Biblioteca personale e archivio
La Biblioteca Umanistica dell'Università di Siena conserva la sua biblioteca, comprendente 8000 volumi in particolare monografie di argomento storico-artistico. L'inventario dell'archivio è consultabile a stampa ed è regolato dalle norme della Biblioteca.